# Camilo Domingos
Camilo Domingos (Conceição, Ilha do Príncipe, 14 de fevereiro de 1965 - São Tomé e Príncipe) Cantor Santomense de origem Caboverdiana  foi e continua a ser um dos mais conceituados de São Tomé e Príncipe. Da discografia de Camilo Domingos que contem 11 discos, destacam-se Badjuda, És Meu Amor, Maninha My Love, Nada a Ver, Sunduro, Nha Vida é Tchora, e aquele que acabou por ser o ultimo álbum da sua relativamente curta carreira, Dor de Mundo.
Participou ainda em vários espectáculos em Angola, São Tomé e Príncipe, Estados Unidos e em Portugal.
No início da década de 1990, em Lisboa, Camilo Domingos foi lançado no mercado da música por Camucuço, que foi o seu tutor, além de arranjador, produtor e diretor musical do seu primeiro álbum intitulado "Morena", editado pela IEFE Discos em 1991.
Morreu a 7 de agosto de 2005 devido a uma doença incuravel.
A sua esposa era de origem guineense, com quem teve três filhos.